# Achim Ádám
Achim Ádám (Nagyvárad, 1989. augusztus 13. –) román labdarúgó, a CSC Crișul Sântandrei játékosa.